# Lista de prefeitos de Porto do Mangue
Esta é a lista de prefeitos de Porto do Mangue, município brasileiro do estado do Rio Grande do Norte.
| Nº | Prefeito                    | Partido      | Início de mandato     | Fim de mandato         | Vice-prefeito(a)                      | Observações                     |
| -- | --------------------------- | ------------ | --------------------- | ---------------------- | ------------------------------------- | ------------------------------- |
| 1  | José Nazareno do Nascimento | PMDB         | 1º de janeiro de 1997 | 31 de dezembro de 2004 | Mauro Marcelino de Andrade            | Prefeito e vice eleitos         |
| 1  | José Nazareno do Nascimento | PMDB         | 1º de janeiro de 1997 | 31 de dezembro de 2004 | Mauro Marcelino de Andrade            | Prefeito e vice reeleitos       |
| 2  | Francisco Victor dos Santos | PMDB         | 1º de janeiro de 2005 | 31 de dezembro de 2008 | Francisca das Chagas Gomes de Andrade | Prefeito e vice eleitos         |
| 3  | Francisco Gomes Batista     | PMDB         | 1º de janeiro de 2009 | 31 de dezembro de 2016 | Antônio Tomás Neto do Nascimento      | Prefeito e vice eleitos         |
| 3  | Francisco Gomes Batista     | PMDB         | 1º de janeiro de 2009 | 31 de dezembro de 2016 | Lagerdie Lopes Fernandes              | Prefeito reeleito e vice eleito |
| 4  | Hipoliton Sael Holanda Melo | PHS          | 1º de janeiro de 2017 | 26 de janeiro de 2023  | Magnus Antônio do Nascimento          | Prefeito e vice eleitos         |
| 4  | Hipoliton Sael Holanda Melo | PHS          | 1º de janeiro de 2017 | 26 de janeiro de 2023  | Francisco Antônio Faustino            | Prefeito reeleito e vice eleito |
| 5  | Francisco Antônio Faustino  | PROS         | 26 de janeiro de 2023 | até a atualidade       | ―                                     | Vice-prefeito eleito no cargo   |
| 5  | Francisco Antônio Faustino  | Republicanos | 26 de janeiro de 2023 | até a atualidade       | Meyrelle José Andrade de Souza        | Prefeito reeleito e vice eleita |